# Рапопорт Борис Наумович
Бори́с Нау́мович Рапопо́рт (27 жовтня 1922, Сороки, нині Молдова —  14 лютого 2006, Київ) — український художник, майстер ліричного пейзажу. Член Національної спілки художників України.

## Короткий життєпис
Народився в селі Сороки у Молдові, 1927 року родина переїздить до Одеси. Навчався малювання в одеському Будинку піонерів, учителями були Іван Хворостецький та Олександр Рубан. Згодом Рапопорти переїздять до Києва; тут 1937 року розстріляний батько Бориса, Наум Фраймович (посмертно реабілітований 1958 року).
У 1937—1940 роках навчався в Київській художній школі, педагогами були, зокрема, Костянтин Єлева, Петро Носко, Іларіон Плещинський, Олександр Сиротенко.
1939 року роботи Рапопорта експонувалися на Міжнародній художні виставці в Нью-Йорку. Вступив до Київського художнього інституту, навчання перервала війна. Учасник німецько-радянської війни, служив у будівельному батальйоні.
Для продовження навчання був викликаний до Самарканда, де тоді перебував евакуйований Київський художній інститут. Після визволення Києва повертається, 1944-го з групою художників вирушає на фронт.
Протягом 1946—1949 років навчався в пейзажній майстерні Київського художнього інституту, педагогами були Григорій Світлицький, Карпо Трохименко, Ілля Штільман. Дипломною роботою була картина «Дніпро».
1949 року картина «Колгоспна весна» на республіканській виставці була придбана Національним художнім музеєм України.
З 1950 року — член Спілки художників УРСР. Того ж року одружився з художницею Ганною Файнерман.
1960 року в Києві відбулася персональна виставка.
Твори Рапопорта зберігаються в Національному художньому музеї України, Бердянському художньому, Донецькому обласному, Лебединському міському, Львівському національному, Полтавському художньому музеях, приватних колекціях в Україні та за кордоном.

## Основні виставки
- 1945 — виставка творів художників Першого Українського фронту, Відень;
- 1955 — звітна виставка художників Києва, Київ;
- 1958 — виставка радянського образотворчого мистецтва за 1955—1957 рр., Китай;
- 1970 — виставка «Мальовнича Україна», Генуя, Краків, Льєж, Белград;
- 1973 — Республіканська виставка пейзажів «Меморіал Куїнджі», Маріуполь;
- 1975 — Республіканська виставка виставка сучасного радянського мистецтва, Ліван;
- 1977 — IV Республіканська виставка акварелей, Львів; Республіканська виставка естампів, Київ;
- 1978 — виставка української радянської графіки, Канада; Республіканська виставка пейзажів «Лубенська весна»;
- 2011 — виставка «Місто в рамі», Київ;
- 2012 — «Діалог» — виставка живопису Бориса Раппопорта (1922—2006) і Анни Файнерман (1922—1991), Київ (виставка була підготовлена сім'ями художників і «КалитаАртКлуб» до 90-річчя художників)[2];
- 2014 — виставка «Вся правда про Крим», галерея «Хлібня», Київ (більшість творів надані сім'ями художників і приватними колекціонерами. У музейному контексті роботи показували вперше);
- 2014 — виставка «Родинні зв'язки», Музей сучасного мистецтва України, Київ.